# Amos' Bog
Amos' Bog menes forfattet af en af de tolv små profeter.

## Indhold
Amos' Bog indeholder flere profetier knyttet til kongeriget Israel i 700-tallet f.Kr. Der er også spådomme om Israels nabolande og en kort historie om profeten Amos, som modtog spådommene. Han var profet i byen Betel, et kultsted i Israel, hvor præster udførte ofringer. Amos kom selv fra landsbyen Tekoa, oftest set som en landsby i nærheden af Betlehem, som tilhørte Israels naboland, Judæa. De to lande havde fælles sprog, kultur og religion, og var af og til allierede, andre gange som hinandens rivaler. Da Amos var judæer og rettede skarp kritik mod Betel og Israel, om den sociale retfærdighed og de rige og mægtiges udbyttelse af fattigfolk, følte præsten Amasha i Betel sig truffet og bad kongen om at sende Amos tilbage til Judæa. Flere af bogens tekster fremstår som profetier fremsat i den sammenhæng.

## Profeten
Amos kender vi kun fra bogens egne oplysninger. Han var en af hyrderne fra Tekoa ca. 18 km syd for Jerusalem. I 7:14-15 siger han om sig selv: "Jeg er ikke profet, jeg er ikke profetdiscipel; jeg er kvægavler og dyrker morbærfigner." Denne folkelige baggrund modsiges af bogens form. Sprog og stil ligger på et højt plan og vidner om, at Amos har haft boglig baggrund. Han betegner sig som noqed (= hyrde), og betegnelsen kan også bruges om konger (2. Kongebog 3:4) og i kultisk forbindelse (Ras Shamra-teksterne). Amos' stilistiske evner rager højt over det almindelige. Jerusalems tempel ejede store flokke af geder og får til ofringerne; og Amos kan have været vogter for dem og derved tilknyttet tempelpersonalet. Han afviser bestemt at være en nabi (omvandrende ekstatiker, kendt også af hittitter, hurritter og især i Syrien, knyttet til dyrkelse af Baal og Melkart, hvorfra dyrkelsen har spredt sig til Kanaan og videre til israelitterne; i Bibelen først omtalt ved den ekstatiske floks opdukken i 1. Samuelsbog 10:5-6: "Herrens ånd vil gribe dig, så du kommer i profetisk henrykkelse sammen med dem og forvandles til et andet menneske.") Amos er taget direkte fra sin daglige gerning til at forkynde. Ypperstepræsten Amasja tiltaler i 7:12 Amos som hozæ (= seer): "Seer, skynd dig at tage til Juda; der kan du skaffe dig føden, der kan du profetere." Denne betegnelse passede godt på Amos, der talte meget både om sine syner, og hvad han faktisk så i sin samtid og ikke syntes om. Selv præciserede Amos, at han ikke talte ud fra et personligt ønske, men tværtimod var skræmt dertil af Gud:
Løven brøler, hvem frygter da ikke?
Gud Herren taler, hvem profeterer da ikke?

## Forkyndelsen
Det kan ikke siges sikkert, hvornår han stod frem med sit budskab, men det var næppe før i Jeroboam 2.s regeringstid. Selv angiver han, at han modtog sine syner "to år før jordskælvet". Denne tidsangivelse har den gang været meningsfuld, da mindet om katastrofen endnu var levende på Zakarias' tid, omkring 250 år efter Amos: "... som I flygtede for jordskælvet, dengang Uzzija var konge i Juda." Arkæologiske udgravninger har bragt for dagen, at et større jordskælv ramte Israel omkring 760 f.Kr.
Hvor længe han virkede, ved vi heller ikke; sandsynligvis kun i kort tid. Muligvis har Amasjas myndige besked i 7:12 og Amos' truende svar i 7:17 markeret afslutningen på hans forkyndelse i Israel. Her siger han faktisk til ypperstepræsten Amasja:
Din kone skal blive skøge i byen,
dine sønner og døtre skal falde for sværdet,
din jord skal udstykkes med målesnor,
du selv skal dø på uren jord,
og Israel skal føres bort fra sin jord.
Hjemvendt til Judæa kan han have fundet tid til at skrive bogen. Fordømmelse er et fremtrædende træk ved hans virksomhed; indimellem høres dog mildere toner, som i afslutningskapitlet:
Jeg vender mit folk Israels skæbne,
de skal genopbygge de forladte byer og bo i dem,
de skal plante vingårde og drikke vinen,
de skal anlægge haver og spise frugten.
Bogens stærke fokus på social retfærdighed gjorde den populær i den social-etiske bevægelse i Norge i 1970'erne og 1980'erne. Allerede i 1893 udkom den første norske akademiske analyse af bogen ved Simon Michelet.